# Aoife (Vorname)
Aoife [ˈiː.fʲə] ist ein weiblicher Vorname.

## Herkunft und Bedeutung
Der Name Aoife geht vermutlich auf das irische aoibh „Schönheit“ zurück, wird jedoch auch mit der gallischen Göttin Esuvia in Verbindung gebracht. Obwohl der Name gelegentlich mit Eva anglisiert wird, besteht keine Verbindung zum biblischen Vornamen.

## Verbreitung
Der Name Aoife ist in Irland sehr beliebt. Seit 1972 zählt er dort zu den 100 beliebtesten Mädchennamen und erreichte im Jahr 1983 erstmals die Top-10, zu denen er von 1987 bis 2010 zählte. Im Jahr 2000 stand Aoife an der Spitze der irischen Vornamenscharts. In den letzten Jahren sank die Popularität des Namens, sodass er im Jahr 2021 auf Rang 32 der Hitliste stand.
Auch in Nordirland ist der Name weit verbreitet und zählt seit 2003 zur Top-20 der Vornamenscharts. Im Jahr 2013 und 2021 erreichte der Name mit Rang 7 seine bislang höchste Platzierung (Stand 2021).
In England und Wales ist der Name mäßig beliebt und erreichte im Jahr 2021 Rang 190 der Vornamenscharts. Der Name kommt in Schottland sehr selten vor.
Der Name wird in den USA seit Mitte der 1980er Jahre regelmäßig in der Namensgebung berücksichtigt, jedoch ist er nur mäßig beliebt. Seit 1985 wurde er rund 2.000 Mal vergeben. In Kanada ist Aoife seit Ende der 2000er Jahre jährlich in den Hitlisten anzutreffen, der Name ist aber nicht sonderlich populär.
Aoife wird in den deutschsprachigen Ländern Deutschland, Österreich und der Schweiz nur gelegentlich bei der Namenswahl berücksichtigt. In der Schweiz tragen 43 Mädchen diesen Namen (Stand 2022). Ähnlich sieht das Bild in Frankreich, Dänemark und Polen aus. In Belgien wurde der Name seit 1995 nur 26 Mal vergeben (Stand 2022).

## Varianten
Neben der irischen Variante Aoibhe findet sich auch die altirische Variante Aífe.

## Namensträger
- Aoife Casey (* 1999), irische Ruderin
- Aoife Lynch (* 1999), irische Sprinterin
- Aoife MacMurrough (1145–1188), Tochter von Diarmuid Mac Murchadha Caomhánach
- Aoife McArdle, nordirische Regisseurin und Drehbuchautorin
- Aoife O’Donovan (* 1982), US-amerikanische Sängerin und Songwriterin
- Aoife O’Rourke (* 1997), irische Boxerin